# Anisodes coecaria
Anisodes coecaria là một loài bướm đêm trong họ Geometridae.